# Heterogonium pinnatum
Heterogonium pinnatum är en ormbunkeart som först beskrevs av Edwin Bingham Copeland, och fick sitt nu gällande namn av Holtt. Heterogonium pinnatum ingår i släktet Heterogonium och familjen Tectariaceae. Inga underarter finns listade.

## Bildgalleri

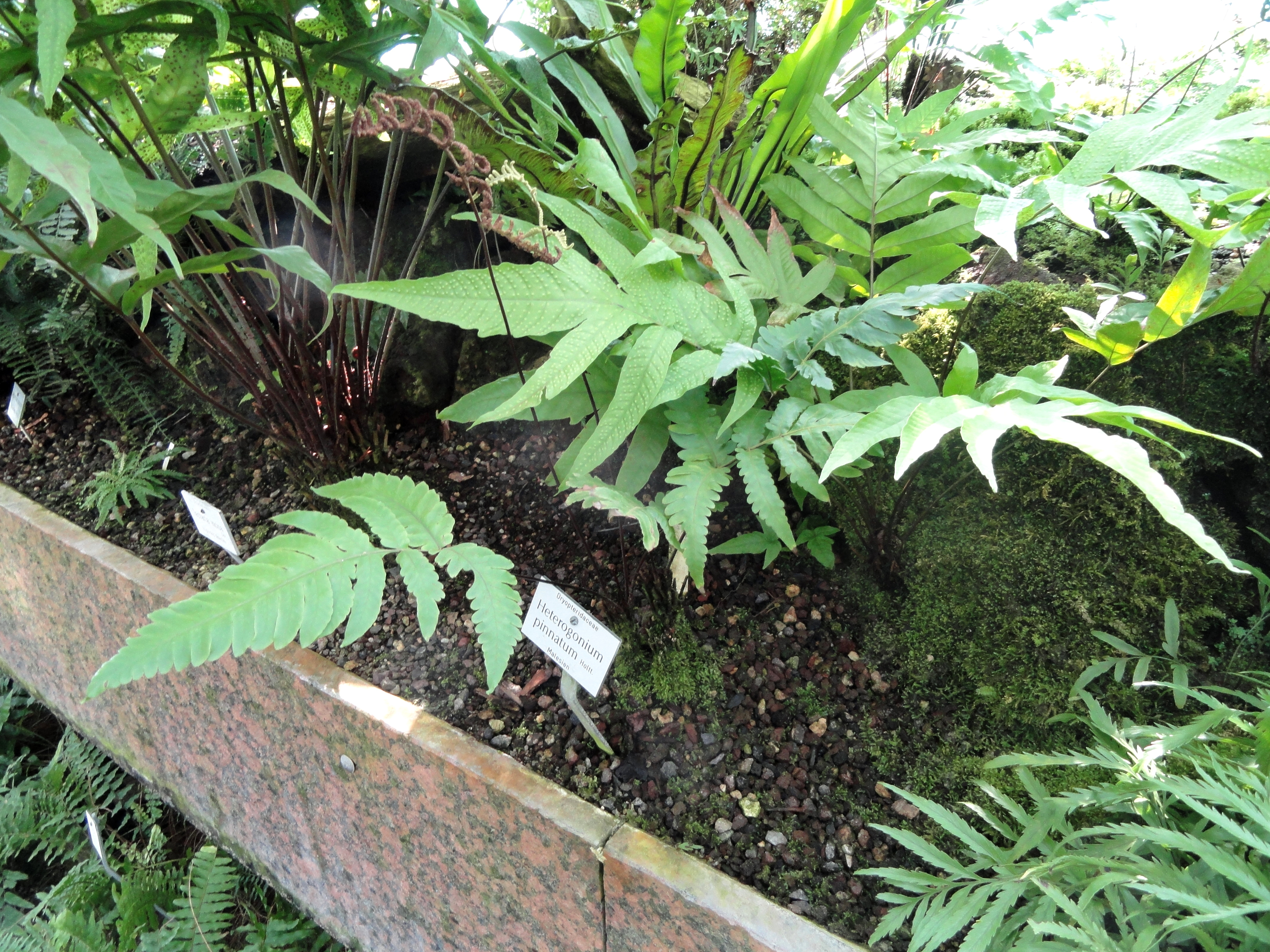